# Mas de Sant Rafael
El Mas de Sant Rafael, també conegut com a Mas dels Teixells, Mas dels Tegells i Castell de Teixells, és un mas situat al camí dels Tegells, al terme de Cambrils. Prop de la casa hi passa el barranc del mateix nom, que és un ramal del barranc de les Francines, i el camí de Mont-roig a Vinyols. La gran influència que devia tenir aquest mas es constata per la toponímia dels elements relacionats: partida, camí, barranc i molí. Sembla que el topònim té una base antroponímica.
És una edificació molt ben conservada i que actualment s'utilitza com a segona residència. Disposa d'una torre annexa amb una capella en el seu interior on fa temps s'hi celebraven misses. L'entrada disposa de dues cartel·les neogòtiques amb les inicials d'Edmund Sivatte, crioll que va reconstruir la casa a l'estil neomedieval i va plantar palmeres autòctones cubanes al jardí. El Mas esdevenir centre de trobada de carlins abans i després de la Guerra Civil